# David Irving
David John Cawdell Irving (født 24. marts 1938) er en britisk forfatter, der har specialiseret sig i alternative udlægninger af 2. verdenskrigs begivenheder. Irving – som er bedst kendt for at benægte Holocaust – har skrevet 30 bøger, hvoraf mange er bestsellere.

## Baggrund og uddannelse
David Irving og hans tvillingebror blev født i Hutton, nær Brentwood, Essex, England. De havde en bror og en søster. Deres far, John James Cawdell Irving (1898-1967), var en karrieresøofficer og kommandør i Royal Navy. Deres mor, Beryl Irving (født Newington), var illustrator og forfatter af børnebøger.
Under Anden Verdenskrig var Irvings far officer ombord på den lette krydser HMS Edinburgh. Den 30. april 1942, mens det eskorterede konvoj QP 11 i Barentshavet, blev skibet stærkt beskadiget af den tyske ubåd U-456. To dage senere blev skibet angrebet af et overfladefartøj, blev forladt af sin besætning og efterfølgende sænket af en torpedo fra HMS Foresight. Irvings far overlevede, men afbrød alle forbindelser med sin kone og børn efter hændelsen.
Efter at have afsluttet studier med høje karakterer på Brentwood School, begyndte Irving at studere fysik på Imperial College London, men kunne ikke gennemføre studiet på grund af økonomiske begrænsninger.
Irving studerede senere i to år mod en grad i økonomi i afdelingen for politisk økonomi på University College London. Men han måtte igen droppe ud på grund af manglende midler.

## The Destruction of Dresden(1963)
I sin første bog, The Destruction of Dresden (1963), beskrev Irving de allieredes bombning af Dresden i februar 1945. I 1960'erne var der opstået debat om det moralske grundlag for tæppebombningen af tyske byer og deres civilbefolkning, og der var derfor stor interesse for Irvings bog, som blev en international bestseller.
I 1. udgaven af bogen om de allieredes bombardement af Dresden anslog Irving de civile tabstal til mellem 100.000 og 250.000, betydeligt højere end tidligere estimater. Tallet blev ukritisk accepteret af mange historikere og kom til at indgå i den generelle litteratur om Dresden bombardementet. I senere udgaver af bogen nedskrev Irving dog tallet til mellem 60.000 og 100.000. Historikeren Richard Evans som i forbindelse med Lipstadt retssagen gennemgik Irvings værker fandt ud af at Irvings eneste kilde til tallet på et vidnesbyrd fra en tysk urolog som arbejdede i Dresden og simpelthen videregav rygter han havde hørt i forbindelse med sit arbejde som stadslæge. Ifølge en officiel undersøgelse foretaget af Dresdens byråd i 2010 var det civile tabstal langt lavere end Irvings estimat, formentlig omkring 25.000 dræbte.

## Hitler's War(1977)
I 1977 udgav Irving bogen "Hitler's War" (på dansk: Hitlers krig), som den første bog af en biografi i to bind om Adolf Hitler. Irvings hensigt i Hitler's War var at nå frem til den virkelige Hitler, hvis ry Irving hævdede var blevet ødelagt af historikere, der havde bagtalt ham. I Hitler's War forsøgte Irving at se på historien med Hitlers øjne. Han fremstillede Hitler som en rationel, intelligent politiker, hvis eneste mål var at øge Tysklands velstand og indflydelse på kontinentet, og som konstant blev svigtet af inkompetente eller forræderiske underordnede. Mest opmærksomhed vakte kapitlet om, at Hitler ikke havde haft kendskab til holocaust. Irving opdagede, at hans tyske forlæggere havde skåret de første 16 kapitler om førkrigsårene væk og udgav dem i 1978 med titlen The War Path og senere på tysk.

## Ernst Zündel-sagen (1988)
I januar 1988 rejste Irving til Toronto, Ontario, for at hjælpe Douglas Christie, forsvarsadvokaten for Ernst Zündel ved hans anden retssag for at benægte Holocaust. Med hensyn til hvilke beviser, der fik Irving til at tro, at holocaust aldrig fandt sted, citerede Irving Leuchter-rapporten af Fred A. Leuchter, som hævdede, at der ikke var beviser for eksistensen af gaskamre beregnet til folkemord i koncentrationslejren Auschwitz. Leuchters bog var første gang udgivet i 1988 i Canada af Zündels Samisdat Publishers under titlen The Leuchter Report: The End of a Myth: An Engineering Report on the Alleged Execution Gas Chambers at Auschwitz, Birkenau og Majdanek. Efter retssagen udgav Irving i 1989 Leuchters rapport i Storbritannien under titlen Auschwitz The End of the Line: The Leuchter Report og skrev dens forord. 
I Zündel-sagen i 1988 gentog og forsvarede Irving sin påstand fra Hitler’s War, at Hitler indtil oktober 1943 intet vidste om den faktiske implementering af Endlösung. Han udtrykte også sin tro på, at Endlösung nok involverede krigsforbrydelser, men aldrig systematisk mord.
Zündel blev i 1988 dømt efter loven om rapportering af falske nyheder og idømt 15 måneders fængsel af en domstol i Ontario; i 1992 blev dommen imidlertid omstødt af Canadas højesteret, da loven, som han var blevet anklaget efter, blev dømt forfatningsstridig.

## Lipstadt-sagen (2000)
Da holocausthistorikeren Deborah Lipstadt i bogen Denying the Holocaust kaldte Irving for holocaustbenægter, racist, antisemit og historieforfalsker sagsøgte Irving hende i 1998 for injurier.
Lipstadts og Penguin Books forsvar var nødt til at påvise at Irving bevidst havde forfalsket historiske vidnesbyrd i sine værker, og at han havde udtrykt racistiske og antisemitiske holdninger. Forsvaret viste dette blandt andet ved at fremlægge hans egne dagbøger, hvoraf det fremgik, han havde skrevet racistiske vers og sunget dem for sine lille datter, desuagtet nægtede Irving selv at være racist.
I februar 2000 tabte Irving retssagen, der fik stor pressedækning.
Historikeren Richard J. Evans fra Cambridge Universitet var indkaldt som ekspertvidne for forsvaret. Hans bog Telling lies about Hitler redegør for detaljer i retssagen.
Evans konkluderede sin gennemgang af Irvings værker således:
| „ | Ikke en eneste af [hans] bøger, taler eller artikler, ikke et eneste afsnit, ikke én sætning i nogen af dem, kan anses for at være en korrekt fremstilling af sit historiske emne. De er alle fuldstændig blottet for historisk værdi, fordi man intet sted kan stole på at Irving på noget sted i nogen af dem giver en pålidelig gengivelse af de emner han taler eller skriver om ... hvis vi med ordet "historiker" mener en som beskæftiger sig med at opdage sandheden om fortiden og give en så korrekt repræsentation af den som muligt, så er Irving ikke historiker. | “ |

Evans udtalte også at:
| „ | Irving ... havde med fortsæt fordrejet og forsætligt fejloversat dokumenter og falsificeret, bevidst brugt tilbageviste vidnesbyrd og forfalsket historisk statistik... Irving er så langt fra at nå den normalt gældende standard for historisk forskning at han slet ikke fortjener at blive kaldt 'historiker'. | “ |

Dommeren fandt at forsvaret havde demonstreret at Irving var holocaustbenægter, racist og antisemit, og at han systematisk og tendentiøst fordrejede historiske fakta i sine værker. Han var dog ikke enig med Evans i at al Irvings forskning var uvederhæftig, og mente at noget af hans arbejde, især tilvejebringelsen af nye kilder, havde været vigtige for historieskrivningen. Enkelte af forsvarets anklager mod Irving fandt dommeren ikke var korrekte, således for eksempel anklagen om at han på uetisk vis skulle have skaffet sig adgang til dele af Goebbels' dagbøger. Men dommeren fandt at i forhold til de vægtigste anklage mod Irving, som var korrekte, vurderede dommeren ikke at disse usandheder i nævneværdig grad skadede Irvings omdømme.
Ikke alene tabte Irving sagen, men desuden gjorde retssagen at andre af hans værker som ikke allerede var blevet offentligt tilbagevist nu blev analyseret og kritiseret. Han måtte også betale alle sagsomkostninger, et beløb der var større end 2 millioner pund. Denne gæld var umulig for ham at betale og han blev erklæret insolvent.
Irving blev efter retssagen udvist af eller nægtet indrejse i Tyskland, Østrig, Italien, Canada, Australien, New Zealand, Sydafrika og USA.

## Arrestation i Østrig (2005)
11. november 2005 blev Irving arresteret i Østrig på grundlag af en arrestordre fra 1989. Han blev tiltalt efter Verbotsgesetz (loven, der forbyder nationalsocialistiske aktiviteter) for i to foredrag i Østrig i 1989 at have hævdet, at der ikke var gaskamre i de nazistiske koncentrationslejre. Han blev den 20. februar 2006 i Wien idømt tre års fængsel; han havde erklæret sig skyldig med kommentaren "Jeg har ikke noget valg". Han fremførte, at han var af den opfattelse, at millioner af jøder døde under holocaust. Grunden til Irvings ændrede synspunkt skulle være studier i russiske arkiver i 1990'erne. Han appellerede til højesteret, der stadfæstede dommen, men gjorde to tredjedele af straffen betinget. Den 21. december 2006 blev han løsladt og udvist af Østrig.

### Bøger
- The Destruction of Dresden (1963) ISBN 0-7057-0030-5
- The Mare's Nest (1964)
- The Virus House (1967)
- The Destruction of Convoy PQ17 (1967)
- Accident — The Death of General Sikorski (1967) ISBN 0-7183-0420-9
- Breach of Security (1968) ISBN 0-7183-0101-3
- The Rise and Fall of the Luftwaffe (1973), a biography of Erhard Milch ISBN 0-316-43238-5
- Hitler's War (1977)
- The Trail of the Fox (1977), a biography of Erwin Rommel ISBN 0-525-22200-6
- The War Path (1978) ISBN 0-670-74971-0
- The War Between the Generals (1981)
- Uprising! (1981), ISBN 0-949667-91-9
- The Secret Diaries of Hitler’s Doctor (1983) ISBN 0-02-558250-X
- The German Atomic Bomb: The History of Nuclear Research in Nazi Germany (1983) ISBN 0-306-80198-1
- Der Morgenthau Plan 1944-45 (Kun på tysk) (1986)
- War Between the Generals (1986) ISBN 0-86553-069-6
- Hess, the Missing Years (1987) Macmillan, ISBN 0-333-45179-1
- Churchill's War Volume I: The Struggle for Power (1987) ISBN 0-947117-56-3
- Destruction of Convoy PQ-17 (1968), genoptryk (1989) ISBN 0-312-91152-1
- Göring (1989), biography of Hermann Göring ISBN 0-688-06606-2
- Das Reich hört mit (Kun på tysk) (1989)
- Hitler's War (1991), revised edition, incorporating The War Path
- Apocalypse 1945, The Destruction of Dresden, updated and revised edition, (1995)
- Der unbekannte Dr. Goebbels kun på tysk (1995)
- Goebbels — Mastermind of the Third Reich (1996) ISBN 1-872197-13-2
- Nuremberg: The Last Battle (1996) ISBN 1-872197-16-7
- Churchill's War Volume II: Triumph in Adversity (1997) ISBN 1-872197-15-9
- Rommel: The Trail of the Fox, Wordsworth Military Library; Limited edition (1999) ISBN 1-84022-205-0
- Hitler's War and the War Path (2002) ISBN 1-872197-10-8
- True Himmler (2020) ISBN 1-872197-83-3

### Oversættelser
- The Memoirs of Field-Marshal Keitel (1965)
- The Memoirs of General Gehlen (1972)

### Enkeltstående artikler
- The Night the Dams Burst (1973)
- Von Guernica bis Vietnam (kun på tysk) (1982)
- Die deutsche Ostgrenze (kun på tysk) (1990)
- Banged Up (2008)

### Udvalgte artikler på tysk
- Und Deutschlands Städte starben nicht (1963)
- Nürnberg: Die letzte Schlacht (1979)
- Wie krank war Hitler wirklich? (1980)